# Nils Westlind
Nils Westlind, född den 8 juni 1854 i Svenneby, Fryksände socken i Värmland, död den 2 mars 1895 i Las Palmas på Kanarieöarna, var en svensk missionär som verkade inom Svenska Missionsförbundets (SMF) kongomission i Nedre Kongo (Bas-Congo) i dåvarande Fristaten Kongo. Han var den andra missionären som reste till Kongo. Den första var Carl Johan Engvall (1858-1936) i juli 1881. Westlind var språkforskare och utarbetade en grammatik för språket kikongo. 

## Biografi
Nils Westlind deltog i arbetet på sin fars egendom till sitt 24:e år, då han sökte och vann inträde i tredje klassen vid högre allmänna läroverket i Karlstad. Efter att ha genomgått nedre sjätte klassen lämnade han läroverket och förestod därefter under någon tid en folkskola i Fryksände. Höstterminen 1881 studerade han vid missionsskolan i Kristinehamn. Avskildes till missionär den 24 februari 1882, vistades därefter någon tid för språkstudier vid Cliff College i England. Avreste därifrån till Kongo i mars 1882 och återkom till Sverige den 16 augusti 1885. Återvände till Kongo den 5 augusti 1886 tillsammans med Lars Fredrik Hammarstedt (1861-1887), Karl Fredrik Andreæ (1854-1894) och Carl Johan Nilsson (1858-1891). Återkom till Sverige på våren 1892. Avreste till Kongo för tredje gången den 21 juli 1893, men dog under återresan den 2 mars 1895 i Las Palmas på Kanarieöarna.

## Svenska Missionsförbundet
Svenska Missionsförbundet (senare Svenska Missionskyrkan) beslöt 1880 att börja mission i Kongo. Missionen blev självständig 1884 efter 5 års samarbete med Livingstone Inland Mission. Man arbetade bl.a. med att utarbeta ett skriftspråk för kikongo och översätta Bibeln till detta språk. Under åren 1881-1911 sändes över 100 missionärer till Kongo. 

## Familj
Nils Westlind var son till Per Håkansson (1829-1874) och Ingeborg Eriksdotter (1827-1915). Han var bror till Inga-Maria Persdotter som var mor till en annan kongomissionär, Per August Westlind (1877-1933). Nils gifte sig 1886 med missionären Selma Eriksson (1861-1939). De fick dottern Ester (1887-1954) som emigrerade till USA och gifte sig med Arthur Stead. Selma födde ytterligare tre barn i Kongo. Två dog före ett års ålder, Rakel 1890 och Mathias 1891. 1893 föddes Petrus Mattias (1893-1971).